# ستيفان بوسخوف
ستيفان بوسخوف (بالبلغارية: Стефан Божков)‏ (مواليد 20 سبتمبر 1923) هو لاعب كرة قدم. يلعب مع منتخب بلغاريا لكرة القدم. سبق له أن لعب في الألعاب الأولمبية الصيفية مع منتخب بلاده.

## روابط خارجية
- ستيفان بوسخوف على موقع الاتحاد الدولي (مؤرشف)  (الإنجليزية)
- ستيفان بوسخوف على موقع الاتحاد الدولي (مؤرشف)  (الإنجليزية)
- ستيفان بوسخوف على موقع قاعدة بيانات كرة القدم.إي يو (الإنجليزية)
- ستيفان بوسخوف على موقع ناشيونال فوتبول تيمز (الإنجليزية)
- ستيفان بوسخوف على موقع عالم كرة القدم.نت (الإنجليزية)
- ستيفان بوسخوف على موقع أوليمبيديا (الإنجليزية)